# 台湾虾脊兰
台湾虾脊兰（學名：Calanthe arisanensis），属蘭科根節蘭屬，又名阿里山根节兰。是臺灣特有種蘭花之一，在全島都有分布。每年春季开白色或淡紫色花。